# Funkempfangs- und Auswerteeinheit

Schema LSA – Signalweg

Eine Funkempfangs- und Auswerteeinheit (FEA) dient dem Empfang von R09-Standarddatentelegrammen von Fahrzeugen im öffentlichen Personennahverkehr (Straßenbahn, Bus) zur Anmeldung und Bevorrechtigung an Lichtsignalanlagen (Ampeln) des Straßenverkehrs.
Zur Übertragung kommt das digitale Modulationsverfahren MSK (auch FFSK genannt) gemäß VÖV-Schrift 04.05.3 zum Einsatz. Regional wird auch das Modulationsverfahren NEMO (Lizenz 2013 abgelaufen) verwendet.

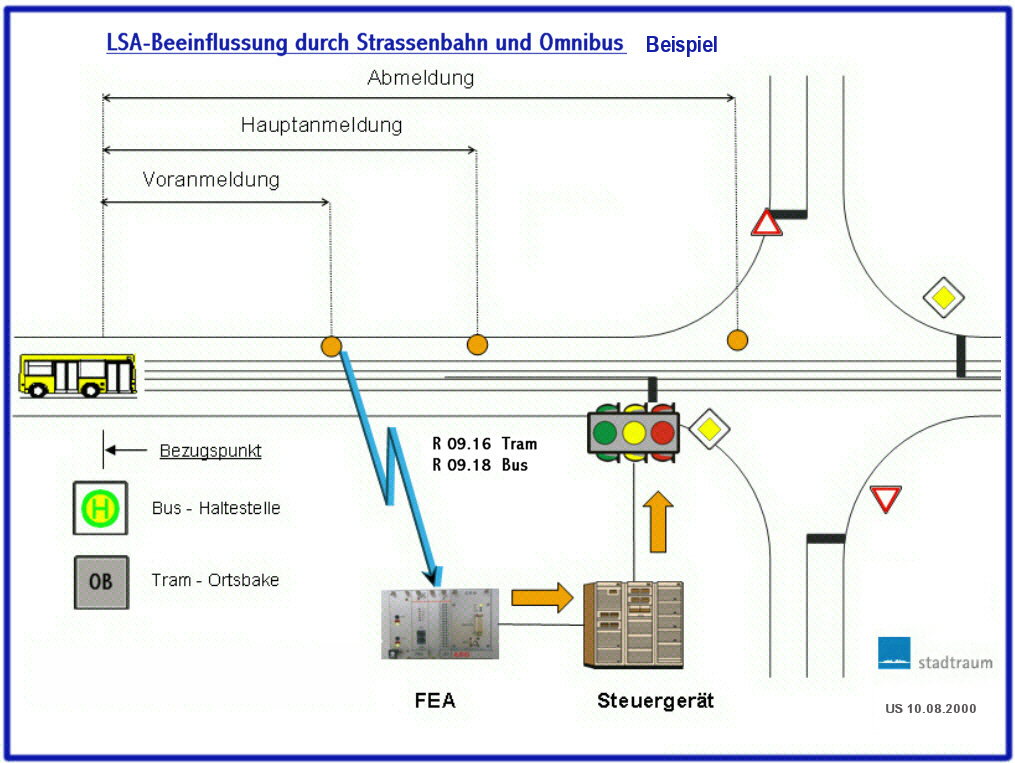
Meldeschema

Aus dem nebenstehenden Meldeschema wird der Ablauf ersichtlich: Einige hundert Meter vor der Anlage sendet das Fahrzeug die erforderlichen Funktelegramme (Voranmelder, Hauptanmelder). Diese werden über eine Antenne durch die FEA empfangen und gefiltert. Die für diese Anlage gültigen Datentelegramme (zugeordnete Meldepunktnummern) werden über eine Schnittstelle an das LSA-Steuergerät weitergegeben und lösen die von den jeweiligen Verkehrsplanenden vorgegebenen Abläufe aus. 
Das können für die vorgesehene Richtung beispielsweise sein:
1. Grünphase wird um einige Sekunden verlängert
2. Grünphase wird vorgezogen
3. Grünphase wird eingeschoben

Variante 3 ist gerade bei der Berücksichtigung von Straßenbahnen sehr sinnvoll. Im verkehrsabhängigen Betrieb ist die Freigabe (Grün) für die Straßenbahn in den umlaufenden Signalprogrammen (Dauer meist zwischen 50 und 120 Sekunden) nicht enthalten. Das heißt, die eingesparte Zeit kann auf die anderen Richtungen aufgeteilt werden und kommt damit dem Individualverkehr zugute. Immer dann, wenn sich die Straßenbahn nähert, wird eine Freigabephase (Grün) eingeschoben, die Straßenbahn erhält Vorrang.